# عشق تو داروی من
«عشق تو داروی من» (به انگلیسی: Your Love Is My Drug) تک‌آهنگی از کشا است که در ۱۴ مه ۲۰۱۰ منتشر شد. این تک‌آهنگ در آلبوم حیوان (آلبوم کشا) قرار داشت.
این تک‌آهنگ در چارت‌های ، در رتبه اول و در چارت‌های ، استرالیا، جزو ده ترانه اول قرار گرفت.